# Pacoros I de Pàrtia
Pacoros I va ser un rei associat de Pàrtia de la dinastía arsàcida, que va morir l'any 38 aC. Era el fill gran del rei Orodes II de Pàrtia i el seu pare el va associar al govern cap a l'any 42 aC en plena guerra contra Roma.
L'any 40 aC va envair Síria amb ajut del rebel romà Quint Labiè i les guarnicions de Síria i Fenícia es van passar al bàndol rebel, mentre el governador Decidi Saxa va ser derrotat a Apamea i a Antioquia. Va ajudar al candidat part, Antígon, a conquerir el tron de Judea.
L'any 39 aC els romans van contraatacar dirigits pel general de Marc Antoni Publi Ventidi. Quint Labiè va ser derrotat i mort a la batalla d'Heracleium als passos de l'Amanos a Cilícia. Pacoros es va retirar a Síria i va morir el 38 aC en el combat del Mont de Gindaros (9 de juny del 38 aC). El seu germà Fraates IV va pujar al tron quan el seu pare va abdicar poc temps després.
| Associat per: Orodes II | Imperi Part | Succeït per: Fraates IV |